# Parker (Familienname)
Parker ist ein englischer Familienname mit der Bedeutung „Parkverwalter“; im Mittelalter wurde er auch als Spitzname für Wildhüter verwendet.
Vereinzelt wird Parker als Vorname verwendet, z. B.: Parker Schnabel (siehe bei Goldrausch in Alaska)

## Namensträger

### A
- Abraham X. Parker (1831–1909), US-amerikanischer Politiker
- Ace Parker (1912–2013), US-amerikanischer American-Football- und Baseball-Spieler
- Adam John Parker (* 1972), US-amerikanischer Geistlicher, römisch-katholischer Weihbischof in Baltimore
- Adrian Parker (* 1951), britischer Pentathlet
- Al Parker (1952–1992), US-amerikanischer Filmregisseur und Pornodarsteller
- Alan Parker (1944–2020), britischer Regisseur
- Alan Parker (Musiker) (* 1944), britischer Gitarrist und Komponist von Filmmusik
- Alan G. Parker (* 1965), britischer Regisseur von Musik-Biographien
- Alice H. Parker (* 1895), US-amerikanische Erfinderin
- Alban J. Parker (1893–1971), US-amerikanischer Jurist und Politiker
- Alec Parker (* 1974), US-amerikanischer Rugby-Union-Spieler
- Alex Parker (1935–2010), schottischer Fußballspieler und -trainer
- Alison Parker (um 1991–2015), US-amerikanische Fernsehjournalistin, siehe Ermordung von Alison Parker und Adam Ward
- Alton B. Parker (1852–1926), US-amerikanischer Jurist und Politiker
- Amasa J. Parker (1807–1890), US-amerikanischer Rechtsanwalt und Politiker
- Amasa J. Parker, Jr. (1843–1938), US-amerikanischer Rechtsanwalt, Offizier und Politiker
- Anderson Parker (* 1998), australischer Rollstuhltennisspieler
- André Parker (* 1966), deutscher Musiker
- Andrea Parker (Musikerin) (* 1969), britische Musikerin und Musikproduzentin im Bereich 80er-Jahre-Electro und DJ
- Andrea Parker (Schauspielerin) (* 1970), US-amerikanische Schauspielerin
- Andrew Parker (Politiker) (1805–1864), US-amerikanischer Politiker
- Andrew Parker, Baron Parker of Minsmere (* 1962), britischen Politiker, ehemaliger Generaldirektor des MI-5
- Andrew Parker (Leichtathlet) (* 1965), jamaikanischer Hürdenläufer

- Andy Parker (Schlagzeuger) (* 1952), englischer Schlagzeuger
- Andy Parker (Footballspieler) (* 1961), US-amerikanischer American-Football-Spieler
- Andy Parker (Physiker), britischer Physiker
- Angel Parker (* 1980), US-amerikanische Schauspielerin
- Annise Parker (* 1956), US-amerikanische Politikerin
- Anthony Parker (* 1975), US-amerikanischer Basketballspieler
- Arthur Jeph Parker (1926–2002), US-amerikanischer Szenenbildner

### B
- Barbara Parker (* 1982), britische Leichtathletin
- Barnett Parker (1886–1941), englischer Schauspieler
- Bernard Parker (* 1986), südafrikanischer Fußballspieler
- Bill Parker (Comicautor) (William H. Parker Jr.; 1911–1963), US-amerikanischer Comicautor und Verlagsredakteur
- Bill Parker (Filmeditor, 1937) (William Parker; 1937–2002), US-amerikanischer Filmeditor
- Bill Parker (Filmeditor, 1986) (* 1986), US-amerikanischer Filmeditor
- Blake Parker (Lyriker) (1943–2007), kanadischer Lyriker
- Blake Parker (Baseballspieler) (* 1985), US-amerikanischer Baseballspieler
- Bobby Parker (Fußballspieler, 1891) (1891–1950), schottischer Fußballspieler
- Bobby Parker (Fußballspieler, 1925) (1925–1997), schottischer Fußballspieler
- Bobby Parker (Musiker) (1937–2013), US-amerikanischer Blues-Gitarrist, Sänger und Songschreiber
- Bobby Parker (Fußballspieler, 1952) (* 1952), englischer Fußballspieler
- Bonnie Elizabeth Parker (1910–1934), US-amerikanische Kriminelle, siehe Bonnie und Clyde
- Brad Parker (* 1980), kanadischer Fußballspieler
- Brandon Parker (1963–2020), britischer Sportmanager, -promoter und Billardfunktionär
- Brandon D. Parker (* um 1974), Generalmajor der US Air Force
- Brant Parker (1920–2007), US-amerikanischer Comiczeichner
- Brent Parker (Politiker) (Brent D. Parker, * 1945), US-amerikanischer Politiker
- Brent Parker (Fußballspieler) (Brent Murphy Parker, * 1990), antiguanischer Fußballspieler
- Bridget Parker (* 1939), britische Reiterin
- Brock Parker (* 1981), US-amerikanischer Pokerspieler
- Buddy Parker (1913–1982), US-amerikanischer American-Football-Spieler und -Trainer

### C
- Camilla Parker Bowles, bürgerlicher Name von Queen Camilla (* 1947), Ehefrau des britischen Königs Charles III.
- Candace Parker (* 1986), US-amerikanischer Basketballspieler
- Carolyn Parker (1917–1966), US-amerikanische Physikerin und Hochschullehrerin
- Cecil Parker (Cecil Schwabe; 1897–1971), britischer Schauspieler
- Cecilia Parker (1914–1993), US-amerikanische Schauspielerin
- Chan Parker (1925–1999), US-amerikanische Schriftstellerin
- Charles Parker (Fotograf), britischer Fotograf
- Charles D. Parker (1827–1925), US-amerikanischer Politiker
- Charles Pomeroy Parker (1852–1916), US-amerikanischer Klassischer Philologe
- Charlie Parker (Charles Parker Jr.; 1920–1955), US-amerikanischer Jazzmusiker
- Chris Parker (Drehbuchautor, I), britischer Drehbuchautor
- Chris Parker (Drehbuchautor, II), US-amerikanischer Drehbuchautor
- Chris Parker (Filmproduzent), Filmproduzent
- Chris Parker (Schauspieler), Schauspieler
- Chris Parker (Rugbyspieler) (* 1982), englisch-maltesischer Rugby-League-Spieler
- Chris Parker (Komiker) (* 1990), neuseeländischer Komiker, Schauspieler und Drehbuchautor
- Cliff Parker (1913–1983), englischer Fußballspieler
- Clifton Parker (1905–1989), britischer Filmkomponist
- Clifton G. Parker (1906–1988), US-amerikanischer Jurist und Politiker
- Cole Parker (*20. Jh.) britischer Schauspieler, Komiker und Moderator
- Colonel Tom Parker (1909–1997), US-amerikanischer Entertainer und Musikmanager, siehe Tom Parker (Musikmanager)
- Corey Parker (Schauspieler) (* 1965), US-amerikanischer Schauspieler
- Corey Parker (Rugbyspieler) (* 1982), australischer Rugby-League-Spieler
- Corey Parker (Schiedsrichter) (* 1986), US-amerikanischer Fußballschiedsrichter
- Cornelia Parker (* 1956), britische Bildhauerin und Installationskünstlerin
- Cortlandt Parker (1884–1960), US-amerikanischer Generalmajor
- Craig Parker (* 1970), neuseeländischer Schauspieler
- Crawford F. Parker (1906–1986), US-amerikanischer Politiker
- Cynthia Ann Parker (um 1826–um 1870), US-amerikanische „weiße Indianerin“

### D
- Dale Parker (* 1992), australischer Radrennfahrer
- Dalila Parker, siehe Dalila Di Lazzaro
- Daniel Parker (Maler) (1782–1846), US-amerikanischer General
- Daniel Parker (Bildhauer) (* 1959), US-amerikanischer Bildhauer und Maler
- Daniel Parker (Maskenbildner) (geb. vor 1984), Maskenbildner und Spezialeffektkünstler
- David Parker (Politiker, 1953) (* 1953), australischer Politiker der Australian Labour Party
- David Parker (Politiker, 1960) (* 1960), neuseeländischer Politiker der New Zealand Labour Party
- David Parker (Regisseur) (* 1947), australischer Kameramann, Produzent, Drehbuchautor und Regisseur
- David Parker (Tontechniker) (* 1951), US-amerikanischer Tontechniker
- David Parker (Schwimmer) (1959–2010), britischer Schwimmer
- David Stuart Parker (1919–1990), US-amerikanischer Ingenieur und Generalmajor
- Dawaun Parker (* 1983), US-amerikanischer Musikproduzent
- Dehra Parker (1882–1963), britische Politikerin (Ulster Unionist Party)
- Denise Parker (* 1973), US-amerikanische Bogenschützin und Bogenbiathletin
- Devante Parker (* 1996), deutscher Fußballspieler
- DeVante Parker (* 1993), US-amerikanischer American-Football-Spieler
- Dolores Parker (* im 1920), US-amerikanische Jazzsängerin und Schauspielerin
- Dorothee Parker (* 1938), deutsche Schauspielerin
- Dorothy Parker (1893–1967), US-amerikanische Schriftstellerin
- Douglass Parker (1927–2011), US-amerikanischer Altphilologe, Hochschullehrer und Übersetzer

### E
- Eddie Parker (Schauspieler) (1900–1960), US-amerikanischer Stuntman und Schauspieler
- Eddie Parker (Musiker) (* 1959), britischer Flötist
- Edith Parker, US-amerikanische Tennisspielerin
- Edna Parker (1893–2008), zeitweilig älteste lebende Person der Welt
- Edward Stone Parker (1802–1865), Protektor der Aborigines in New South Wales
- Edwin P. Parker (1891–1983), US-amerikanischer Generalmajor
- Eleanor Parker (1922–2013), US-amerikanische Schauspielerin
- Elizabeth Parker, 4. Baroness Monteagle (1558–1585), englische Adlige
- Ellen Parker (* 1949), US-amerikanische Schauspielerin
- Ely Samuel Parker (1828–1895), indianischer Häuptling und Offizier
- Emma Parker (* 1999), englische Snookerspielerin
- Ernest Parker (Schwimmer) (1895–1965), britischer Schwimmer
- Ernest Frederick Parker (1883–1918), australischer Tennisspieler, siehe Ernie Parker
- Ernest L. Parker (1864–1934), US-amerikanischer Politiker
- Ernest Tilden Parker (1926–1991), US-amerikanischer Mathematiker
- Errol Parker (eigentlich Raphael Schécroun; 1930–1998), US-amerikanischer Jazz-Schlagzeuger, Pianist, Bandleader und Komponist
- Erwin Parker (1903–1987), Schweizer Schauspieler, Direktor des Zürcher Schauspielhauses
- Eugene N. Parker (1927–2022), US-amerikanischer Astrophysiker
- Evan Parker (* 1944), britischer Jazzsaxophonist
- Everett C. Parker († 2015), US-amerikanischer Bürgerrechtler und Aktivist

### F
- Fess Parker (1924–2010), US-amerikanischer Schauspieler
- Florentyna Parker (* 1989), englische Golferin
- Frances Parker (1875–1924), neuseeländisch-britische Suffragette und Kämpferin für das Frauenwahlrecht in Großbritannien
- Francis L. Parker (1873–1966), US-amerikanischer Brigadegeneral
- Francis Wayland Parker (1837–1902), US-amerikanischer Reformpädagoge
- Frank Parker (General) (1872–1947), US-amerikanischer Generalmajor (U.S. Army)
- Frank Parker (1916–1997), US-amerikanischer Tennisspieler
- Fred I. Parker (1938–2003), US-amerikanischer Jurist

### G
- Garry Parker (* 1965), englischer Fußballspieler
- Geoffrey Parker (Militärhistoriker) (* 1943), britisch-amerikanischer Militärhistoriker
- Geoff Parker (Geoffrey Alan Parker,* 1944), britischer Biologe
- George Parker, 2. Baronet (um 1673–1727), englischer Adliger
- George Parker, 2. Earl of Macclesfield (um 1697–1764), englischer Politiker und Astronom
- George Parker, 3. Baronet (1813–1857), britischer Adliger
- George Parker, 4. Baronet (1840–1866), britischer Adliger
- George Parker, 8. Earl of Macclesfield (1914–1992), britischer Peer und Politiker
- George Parker (Leichtathlet) (1896–1974), australischer Leichtathlet
- George Parker (Eishockeyspieler) (* 1925), kanadischer Eishockeyspieler
- George Parker (Schauspieler) (* 1996), britischer Schauspieler
- George Parker (Squashspieler) (* 1996), englischer Squashspieler
- George C. Parker (1860–1936), US-amerikanischer Betrüger und Fälscher
- George Howard Parker (1864–1955), US-amerikanischer Zoologe und Hochschullehrer
- George Safford Parker (1863–1937), US-amerikanischer Erfinder und Industrieller
- Graham Parker (* 1950), britischer Sänger und Songschreiber
- Greg Parker (Tennisspieler) (* 1957), australischer Tennisspieler
- Greg Parker (Leichtathlet) (Gregory John Parker; * 1960), australischer Sprinter

### H
- Hampton Wildman Parker (1897–1968), britischer Zoologe
- Harry Parker, 6. Baronet (1735–1812), britischer Adliger
- Harry Parker (Fußballspieler) (* 1933), englischer Fußballspieler
- Harry Parker (Rudertrainer) (1935–2013), US-amerikanischer Rudertrainer
- Harry Parker (Baseballspieler) (1947–2012), US-amerikanischer Baseballspieler
- Harry Alabaster Parker (1873–1961), neuseeländischer Tennisspieler
- Harry Lambert Parker (1935–2013), US-amerikanischer Ruderer und Olympiateilnehmer

- Henry Parker, 10. Baron Morley (um 1486–1556), englischer Peer
- Henry Parker, 11. Baron Morley (1531–1577), englischer Peer
- Henry Parker, 14. Baron Morley (um 1600–1655), englischer Peer
- Henry Parker, 2. Baronet (1638–1713), englischer Adliger
- Henry Parker (Politiker, um 1690) (um 1690–um 1777), britischer Politiker, Gouverneur der Province of Georgia
- Henry Parker, 3. Baronet (um 1704–1771), britischer Adliger
- Henry Parker, 4. Baronet (um 1713–1782), britischer Adliger
- Henry Parker (Politiker, 1808) (1808–1881), Premierminister von New South Wales
- Henry Parker, 5. Baronet (1822–1877), britischer Adliger
- Homer C. Parker (1885–1946), US-amerikanischer Politiker
- Horatio Parker (1863–1919), US-amerikanischer Komponist
- Hosea Washington Parker (1833–1922), US-amerikanischer Politiker
- Hubert Parker, Baron Parker of Waddington (1900–1972), britischer Jurist
- Hutch Parker (* 1963), US-amerikanischer Filmproduzent
- Hyde Parker (Vizeadmiral, 1714) (1714–1782), britischer Vizeadmiral
- Hyde Parker (Admiral, 1739) (1739–1807), britischer Admiral
- Hyde Parker (Vizeadmiral, 1786) (1786–1854), britischer Vizeadmiral

### I
- Isaac Parker (Politiker) (1768–1830), US-amerikanischer Politiker
- Isaac Charles Parker (1838–1896), US-amerikanischer Jurist und Politiker
- Isaac T. Parker (1849–1911), US-amerikanischer Politiker
- Isadore Nathaniel Parker (1908–2011), US-amerikanischer Jazz-Trompeter

### J
- Jabari Parker (* 1995), US-amerikanischer Basketballspieler
- Jack Parker (Fußballspieler, 1896) (1896–1973), englischer Fußballspieler
- Jack Parker (Fußballspieler, 1897) (1897–1958), englischer Fußballspieler
- Jack Parker (Langstreckenläufer) (* 1908), britischer Langstreckenläufer
- Jack Parker (Zehnkämpfer) (1915–1964), US-amerikanischer Zehnkämpfer
- Jack Parker (Musiker) (* vor 1941), US-amerikanischer R&B- und Jazzmusiker
- Jack Parker (Hürdenläufer) (1927–2022), britischer Hürdenläufer
- Jack Parker (Eishockeytrainer) (* 1945), US-amerikanischer Eishockeytrainer
- Jackie Parker (1932–2006), US-amerikanischer Footballspieler
- Jair-Rôhm Parker Wells (* 1958), US-amerikanischer Jazzmusiker
- James Parker (Politiker, 1768) (1768–1837), US-amerikanischer Politiker (Massachusetts)
- James Parker (Politiker, 1776) (1776–1868), US-amerikanischer Politiker (New Jersey)
- James Parker (Unternehmer) (vor 1791–nach 1797), britischer Pfarrer und Zementherstelle
- James Parker (Politiker, 1863) (1863–1948), britischer Politiker der Labour Party
- James Parker (1934–2005), US-amerikanischer American-Football-Spieler, siehe Jim Parker
- James Parker (Leichtathlet) (1975–2023), US-amerikanischer Leichtathlet
- James Parker (Generalmajor) (1854–1934), US-amerikanischer Offizier
- James Cutler Dunn Parker (1828–1916), US-amerikanischer Komponist
- James S. Parker (1867–1933), US-amerikanischer Politiker
- James Roland Walter Parker (1919–2009), britischer Diplomat und Kolonialbeamter
- James Lewis Parker (* 1994), argentinischer Handballspieler
- Jameson Parker (Francis Jameson Parker Jr.; * 1947), US-amerikanischer Schauspieler
- Jamie Parker (* 1979), britischer Schauspieler
- Jane Parker (um 1505–1542), englische Adelige am Hofe Heinrichs VIII., siehe Jane Boleyn
- Jane Parker-Smith (1950–2020), britische Organistin
- Jane E. Parker (* 1960), britische Biologin und Hochschullehrerin
- Janet Parker (1938–1978), britische Fotografin und Todesopfer der Pocken
- Jann Parker, (≈1955–2023), US-amerikanische Jazzsängerin
- Jason Parker (Eisschnellläufer) (* 1975), kanadischer Eisschnellläufer
- Jason Parker (Footballspieler) (* 1985), US-amerikanischer Footballspieler
- Jason Parker (Sportschütze) (* 1974), US-amerikanischer Sportschütze
- Jean Parker (1915–2005), US-amerikanische Schauspielerin
- Jeff Parker (Eishockeyspieler) (Jeffrey Lee Parker; 1964–2017), US-amerikanischer Eishockeyspieler
- Jeff Parker (Musiker) (* 1967), US-amerikanischer Gitarrist
- Jenna Parker (* 1984), US-amerikanische Triathletin
- Jens Parker (* 1988), deutscher Politiker (Grüne Jugend)
- Jim Parker (1934–2005), US-amerikanischer American-Football-Spieler
- Jim Parker (Komponist) (1934–2023), britischer Komponist
- Joanna Parker (* 1987), britische Tischtennisspielerin, siehe Joanna Drinkhall
- Joel Parker (1816–1888), US-amerikanischer Politiker

- John Parker (Maler) (um 1730–1765), britischer Maler
- John Parker (Politiker) (1759–1832), US-amerikanischer Politiker (South Carolina)
- John Parker (Cricketspieler, 1902) (1902–1984), englischer Cricketspieler
- John Parker (Cricketspieler, 1936) (1936–2018), australischer Cricketspieler
- John Parker (Radsportler) (1958–2018), britischer Radrennfahrer
- John Parker (Wasserballspieler) (* 1946), US-amerikanischer Wasserballspieler
- John Parker (Cricketspieler, 1951) (* 1951), neuseeländischer Cricketspieler
- John Parker (Regisseur), US-amerikanischer Filmregisseur und Drehbuchautor
- John Parker, 6. Earl of Morley (1923–2015), britischer Adliger und Politiker
- John Frederick Parker (1853–1911), US-amerikanischer Marineoffizier
- John Johnston Parker (1885–1958), US-amerikanischer Richter
- John M. Parker (Politiker, 1805) (1805–1873), US-amerikanischer Politiker (New York)
- John M. Parker (Politiker, 1863) (1863–1939), US-amerikanischer Baumwollhändler und Politiker (Louisiana)
- Johnny Parker (Trompeter) (John „Tasty“ Parker; 1927–2006), britischer Jazztrompeter
- Johnny Parker (Pianist) (John Robert Parker; 1929–2010), britischer Jazzpianist
- Johnson Parker-Smith (1882–1926), britischer Lacrossespieler
- Jonathan Parker (Wirtschaftswissenschaftler) (Jonathan A. Parker), US-amerikanischer Wirtschaftswissenschaftler
- Jonathan Parker (Regisseur), US-amerikanischer Regisseur, Produzent und Drehbuchautor
- Jonathan Parker (Schachspieler) (* 1976), englischer Schachspieler
- Jonathan Parker (Badminton), englischer Badmintonspieler
- Jonathan Parker (Eishockeyspieler) (* 1991), US-amerikanischer Eishockeyspieler
- Joseph Parker (* 1992), neuseeländischer Boxer
- Josh Parker (* 1989), US-amerikanischer Basketballspieler
- Josh Parker (Fußballspieler) (* 1990), antiguanischer Fußballspieler
- Josiah Parker (1751–1810), US-amerikanischer Politiker
- Junior Parker (1932–1971), US-amerikanischer Bluesmusiker

### K
- K. J. Parker, Pseudonym von Tom Holt (* 1961), britischer Schriftsteller
- K. Langloh Parker (1856–1940), australische Schriftstellerin
- Karl Parker (1895–1992), britischer Historiker
- Katharine Parker (1886–1971), australische Pianistin und Komponistin
- Kay Parker (1944–2022), britische Schauspielerin und Pornodarstellerin
- Keigan Parker (* 1982), schottischer Fußballspieler
- Kelly Parker (* 1981), kanadische Fußballspielerin
- Kiara Parker (* 1996), US-amerikanische Leichtathletin
- Knocky Parker (1918–1986), US-amerikanischer Jazzpianist

### L
- Lara Parker (1938–2023), US-amerikanische Schauspielerin
- Lawton S. Parker (1868–1954), US-amerikanischer Maler
- Leni Parker (* 1966), kanadische Schauspielerin
- Leo Parker (1925–1962), US-amerikanischer Jazz-Saxophonist
- Leon Parker (* 1965), US-amerikanischer Jazz-Schlagzeuger
- Leonard Parker (* 1938), US-amerikanischer Physiker
- Liza Parker (* 1980), englische Badmintonspielerin
- Lynne Parker, US-amerikanische Informatikerin und Hochschullehrerin

### M
- Maceo Parker (* 1943), US-amerikanischer Musiker
- Margaret Parker (* 1949), australische Speerwerferin
- Margot Parker (* 1943), britische Politikerin, UK Independence Party
- Mark Parker (* 1955), US-amerikanischer Manager
- Martin Parker († um 1656), englischer Balladenschreiber
- Martina Parker (* 20. Jahrhundert), österreichische Schriftstellerin
- Mary Parker (Schauspielerin, 1902) (1902–??), deutsche Schauspielerin
- Mary Parker (Schauspielerin, 1918) (1918–1998), US-amerikanische Schauspielerin
- Mary Parker (Schauspielerin, 1930) (1930–2023), britisch-australische Schauspielerin
- Mary Ann Parker (1765/66–1848), englische Reisende und Schriftstellerin
- Mary-Louise Parker (* 1964), US-amerikanische Schauspielerin
- Matt Parker (* 1980), australischer Unterhaltungsmathematiker
- Matthew Parker (1504–1575), englischer Geistlicher, Erzbischof von Canterbury
- Max Parker (1882–1964), US-amerikanischer Artdirector und Szenenbildner
- Melvin Parker (* 1944), US-amerikanischer Musiker
- Michael Parker (Offizier) (1920–2002), britischer Marineoffizier und Privatsekretär von Prinz Philip
- Michael Parker (Politiker) (* 1949), US-amerikanischer Politiker
- Michael Parker (Schauspieler) (* 1969), US-amerikanischer Schauspieler
- Michael Parker (Fußballspieler) (* 1987), walisischer Fußballspieler
- Michael Parker Pearson (* 1957), britischer Archäologe und Hochschullehrer
- Mike Parker (Typograf) (Mike Russell Parker; 1929–2014), US-amerikanischer Typograf
- Mike Parker (Leichtathlet, 1938) (John Michael Parker; * 1938), britischer Hürdenläufer
- Mike Parker (Leichtathlet, 1953) (* 1953), neuseeländischer Geher
- Milo Parker (* 2002), britischer Kinderdarsteller
- Molly Parker (* 1972), kanadische Schauspielerin
- Murphy Parker (* 1990), antiguanischer Fußballspieler

### N
- Nahum Parker (1760–1839), US-amerikanischer Politiker
- Nate Parker (* 1979), US-amerikanischer Filmschauspieler, Filmregisseur und Filmproduzent
- Nathaniel Parker (* 1962), britischer Schauspieler
- Neave Parker (1910–1961), britischer Tiermaler und Paläokünstler
- Nico Parker (* 2004), englische Schauspielerin
- Nicole Parker (* 1978), US-amerikanische Schauspielerin
- Nicole Ari Parker (* 1970), US-amerikanische Schauspielerin

### O
- Ol Parker (* 1969), englischer Schauspieler, Drehbuchautor und Filmregisseur
- Oliver Parker (* 1960), britischer Regisseur und Drehbuchautor
- Orlando Parker (* 1991), US-amerikanischer Basketballspieler

### P
- Pat Parker (1944–1989), amerikanische Dichterin
- Paul Parker (* 1964), englischer Fußballspieler
- Paula Jai Parker (* 1969), US-amerikanische Schauspielerin
- Pauline Parker (* 1938), neuseeländische Mörderin
- Peter Parker, 1. Baronet (1721–1811), britischer Admiral
- Peter Parker, 2. Baronet (1786–1814), britischer Seeoffizier
- Peter Parker (Mediziner) (1804–1888), US-amerikanischer Arzt und Missionar
- Peter J. Parker (* 1954), britischer Biochemiker und Krebsforscher
- Philip Parker, 1. Baronet (um 1625–1690), englischer Adliger
- Philip Parker, 2. Baronet (um 1650–um 1698), englischer Adliger
- Philip Fotheringham-Parker (1907–1981), britischer Autorennfahrer
- Philip M. Parker (* 1960), US-amerikanischer Wirtschaftswissenschaftler

### Q
- Quanah Parker (um 1848–1911), US-amerikanischer Comanchenhäuptling

### R
- Ray Parker, Jr. (* 1954), US-amerikanischer Gitarrist, Komponist und Produzent
- Reginald Parker (1881–1948), kanadischer Politiker und Landwirt

- Richard Parker (Jurist) (1729–1813), US-amerikanischer Jurist
- Richard Parker (Politiker) (1810–1893), US-amerikanischer Politiker
- Richard Parker (1867–1884), Schiffsjunge der nach einem Schiffbruch getötet und verspeist wurde, siehe R v Dudley and Stephens
- Richard Parker, 9. Earl of Macclesfield (* 1943), britischer Peer und Politiker
- Richard A. Parker (1953–2024), britischer Mathematiker und Informatiker
- Richard Anthony Parker (1905–1993), US-amerikanischer Ägyptologe
- Richard Barry Parker (1867–1947), britischer Architekt
- Richard Blake Parker (* 1985), US-amerikanischer Baseballspieler, siehe Blake Parker (Baseballspieler)
- Richard Bordeaux Parker (* 1923), US-amerikanischer Diplomat
- Richard E. Parker (1783–1840), US-amerikanischer Politiker
- Richard W. Parker (1848–1923), US-amerikanischer Politiker
- Rick Parker (* 1978), US-amerikanischer Jazzposaunist
- Robert Parker, Baron Parker of Waddington (1857–1918), britischer Jurist
- Robert Parker (* 1947), US-amerikanischer Autor und Weinkritiker
- Robert Parker (Althistoriker) (* 1950), britischer Althistoriker und Religionswissenschaftler
- Robert A. Parker (* 1936), US-amerikanischer Astronaut
- Robert Alexander Clarke Parker (R. A. C. Parker; 1927–2001), britischer Historiker
- Robert B. Parker (1932–2010), US-amerikanischer Schriftsteller
- Robert Leroy Parker (1866–1908), US-amerikanischer Gesetzloser, siehe Butch Cassidy
- Robert Lüling Parker (1893–1973), Schweizer Petrologe, Mineraloge und Hochschullehrer
- Robert W. Parker (* um 1941), Generalmajor der US Air Force
- Rodolfo Parker (Rodolfo Antonio Parker Soto; * 1957), salvadorianisch Politiker (PDC/PES)

### S
- Sachi Parker (* 1956), US-amerikanische Schauspielerin
- Samuel Parker (Bischof) (1640–1687), englischer Theologe und Geistlicher, Bischof von Oxford
- Samuel Thomas Parker (auch Tom Parker; 1950–2021), US-amerikanischer Archäologe und Hochschullehrer
- Samuel W. Parker (Samuel Wilson Parker; 1805–1859), US-amerikanischer Politiker
- Sanford Parker, US-amerikanischer Musikproduzent, Tontechniker und Musiker
- Sarah Jessica Parker (* 1965), US-amerikanische Schauspielerin
- Scott Parker (Eishockeyspieler) (* 1978), US-amerikanischer Eishockeyspieler
- Scott Parker (Fußballspieler) (* 1980), englischer Fußballspieler und -trainer
- Sean Parker (* 1979), US-amerikanischer Unternehmer
- Severn E. Parker (1787–1836), US-amerikanischer Politiker
- Sista Monica Parker (1956–2014), US-amerikanische Sängerin
- Shane A. Parker (1943–1992), britisch-australischer Vogelkundler
- Shawn Parker (* 1993), deutscher Fußballspieler
- Smush Parker (* 1981), US-amerikanischer Basketballspieler
- Sonny Parker (Musiker) (1925–1957), US-amerikanischer Sänger, Musiker und Songwriter
- Sonny Parker (Basketballspieler) (Robert S. Parker; * 1955), US-amerikanischer Basketballspieler
- Sonny Parker (Rugbyspieler) (Sonny Toi Parker; * 1977), walisischer Rugby-Union-Spieler und -Trainer
- Sonny Parker (Fußballspieler) (* 1983), englischer Fußballspieler
- Stephen Parker (* 1955), britischer Sprachwissenschaftler
- Steven Parker (Footballspieler, 1956) (* 1956), US-amerikanischer American-Football-Spieler
- Steven Parker (Footballspieler, 1959) (* 1959), US-amerikanischer American-Football-Spieler
- Steven Parker (Footballspieler, 1995) (* 1995), US-amerikanischer American-Football-Spieler
- Steven Parker (Kameramann), US-amerikanischer Kameramann
- Steven Christopher Parker (* 1989), US-amerikanischer Schauspieler

- Stewart Parker (1941–1988), nordirischer Dichter und Dramatiker
- Stuart Parker (* 1997), britischer Tennisspieler
- Sunshine Parker (1927–1999), US-amerikanischer Schauspieler
- Suzy Parker (1932–2003), US-amerikanisches Fotomodell
- Sydney R. Parker (1923–1996), US-amerikanischer Elektroingenieur

### T
- T. Jefferson Parker (* 1953), US-amerikanischer Journalist und Schriftsteller
- Teddy Parker (1938–2021), deutscher Schlagersänger und Moderator
- Terrence Parker, US-amerikanischer DJ und Produzent
- Theodore Albert Parker III (1953–1993), US-amerikanischer Ornithologe
- Theodore Parker (1810–1860), US-amerikanischer Theologe und Abolitionist
- Theodore W. Parker (1909–1994), US-amerikanischer Vier-Sterne-General
- Thomas Parker, 1. Earl of Macclesfield (1667–1732), britischer Adliger und Politiker
- Thomas Parker, 3. Earl of Macclesfield (1723–1795), britischer Adliger und Politiker
- Thomas Parker, 5. Earl of Macclesfield (1763–1850), britischer Adliger und Politiker
- Thomas Parker (Richter) (1695–1784), britischer Jurist und Richer
- Thomas Parker, 6. Earl of Macclesfield (1811–1896), britischer Adliger und Politiker
- Thomas Parker (Ingenieur) (1843–1915), britischer Ingenieur und Konstrukteur
- Thomas Parker (Ruderer) (1883–1965), australischer Ruderer
- Thomas Parker (Mathematiker), US-amerikanischer Mathematiker und Hochschullehrer
- Thomas Fothringham-Parker (1907–1979), britischer Autorennfahrer
- Thomas Jeffery Parker (1850–1897), britischer Zoologe
- Tim Parker (* 1993), US-amerikanischer Fußballspieler
- TJ Parker (* 1984), französischer Basketballtrainer
- Tom Parker (Rugbyspieler) (Thomas Parker; 1891–1967), walisischer Rugby-Union-Spieler
- Tom Parker (Fußballspieler) (Thomas Robert Parker; 1897–1987), englischer Fußballspieler und -trainer
- Tom Parker (Musikmanager) (Colonel Tom Parker; 1909–1997), niederländischer Musikmanager
- Tom Parker (1950–2021), US-amerikanischer Archäologe und Hochschullehrer. siehe Samuel Thomas Parker
- Tom Parker (Sänger) (Thomas Anthony Parker; 1988–2022), britischer Sänger, Mitglied von The Wanted
- Tony Parker (* 1982), französischer Basketballspieler
- Trey Parker (* 1969), US-amerikanischer Schauspieler und Regisseur

### V
- Victor Parker (* 1966), US-amerikanischer Althistoriker

### W
- Watson Parker († 2013), US-amerikanischer Historiker und Autor
- Willard Parker (1912–1996), US-amerikanischer Schauspieler
- William Parker (Ritter) († 1510), englischer Adliger
- William Parker (Pirat) († 1617), englischer Pirat
- William Parker, 13. Baron Morley (1575–1622), englischer Adliger und Politiker
- William Parker, 1. Baronet (of Harburn) (1743–1802), britischer Admiral
- William Parker, 7. Baronet (um 1770–1830), britischer Adliger
- William Parker, 1. Baronet (of Shenstone Lodge) (1781–1866), britischer Admiral
- William Parker, 2. Baronet (of Harburn) (William George Parker; 1787–1848), britischer Adliger
- William Parker (Abolitionist) (um 1822–??), US-amerikanischer Abolitionist
- William Parker, 2. Baronet (of Shenstone Lodge) (William Biddulph Parker; 1824–1902), britischer Adliger
- William Parker, 9. Baronet (1826–1891), britischer Adliger
- William Parker, 10. Baronet (1863–1931), britischer Adliger
- William Parker, 3. Baronet (1889–1971), britischer Adliger und Ruderer
- William Parker, 4. Baronet (1916–1990), britischer Adliger
- William Parker, 5. Baronet (* 1950), britischer Adliger
- William Parker (Musiker) (* 1952), US-amerikanischer Jazzbassist
- William H. Parker (1847–1908), US-amerikanischer Politiker
- William Kitchen Parker (1823–1890), britischer Naturforscher
- William N. Parker (1919–2000), US-amerikanischer Wirtschaftshistoriker
- Willie Parker (* 1980), US-amerikanischer American-Football-Spieler

### Z
- Zach Parker (* 1994), britischer Boxer

## Fiktive Personen
- Parker, Hauptfigur einer Krimireihe von Donald E. Westlake alias Richard Stark
- Butler Parker, Titelheld einer Heftroman-Kriminalserie
- Ellie Parker, Titelfigur einer US-amerikanischen Filmkomödie
- Parker Lewis – Der Coole von der Schule, Serienfigur
- Frank B. Parker, Name des Hauptdarstellers in der Serie Seven Days – Das Tor zur Zeit
- Peter Parker (aka Spider-Man), Comic- und Filmfigur